# Seventh Star
Albums de Black Sabbath
Born Again
(1983) The Eternal Idol
(1987)
Singles
1. No Stranger To Love
Sortie : 1986

Seventh Star est le douzième album studio du groupe britannique de heavy metal, Black Sabbath. Il est sorti le 26 janvier 1986 sur le label Vertigo Records en Europe et Warner Bros. en Amérique du Nord et a été produit par Jeff Glixman. 

## Historique
Cet album fut enregistré à Atlanta dans les studios Cheshire Sound. Il est le premier du groupe avec Geoff Nicholls comme membre officiel, ce-dernier accompagnait le groupe depuis l'album Heaven and Hell et restera aux côtés de Tony Iommi jusqu'en 1998.
Une polémique importante entoure cet album quant au fait de le considérer comme un album de Black Sabbath. Aucun des membres du groupe, mis à part Tony Iommi, n'est présent sur cet album, à l'origine prévu pour être un album solo de Iommi. L'album est sorti sous la pression de la maison de production sous le titre exact (et curieux) de Black Sabbath featuring Tony Iommi. Seventh Star n'est donc généralement pas considéré comme un véritable album de Black Sabbath, mais plus exactement comme un album solo de Iommi transformé en album de Sabbath par sa maison de disques. Tony Iommi enregistra en 1985 avec le chanteur Jeff Fenholt des démos de quelques titres du futur album. Ces versions démos figurent sur quelques disques pirates de Black Sabbath.
Cet album se classa à la 27e place des charts britanniques et à la 78e place du Billboard 200 aux États-Unis.
En 2010, il sera réédité dans une Edition Deluxe, comprenant la version single du titre No Stranger to Love sur le disc 1, et un concert enregistré le 2 juin 1986 à l,Hammersmith Odeon de Londres avec Ray Gillen au chant sur le disc 2.

## Liste des titres
- Tous les titres sont signés, paroles et musiques, par Tony Iommi. Paroles additionnelles par Geoff Nicholls, Jeff Glixman et Glenn Hughes.

Face 1
1. In For The Kill - 3:38
2. No Stranger To Love - 4:30
3. Turn To Stone - 3:30
4. Sphinx (the Guardian) - 1:12
5. Seventh Star - 5:10

Face 2
1. Danger Zone - 4:48
2. Heart Like A Wheel - 6:40
3. Angry Heart - 3:07
4. In Memory ... - 2:58

Titre Bonus Disc 1 Edition Deluxe
1. No Stranger To Love (single remix - 4:00

Titre Bonus Disc 2 Edition Deluxe
- Live At Hammersmith Odeon, Londres, 2nd June 1986

| No | Titre         | Auteur                                      | Durée |
| -- | ------------- | ------------------------------------------- | ----- |
| 1. | The Mob Rules | Ronnie James Dio, Geezer Butler, Tony Iommi | 2:59  |
| 2. | Danger Zone   | Iommi                                       | 4:44  |
| 3. | War Pigs      | Ozzy Osbourne, Butler, Iommi, Bill Ward     | 8:10  |
| 4. | Seventh Star  | Iommi                                       | 5:01  |
| 5. | Die Young     | Dio, Butler, Iommi, Ward                    | 3:58  |
| 6. | Black Sabbath | Osbourne, Butler, Iommi, Ward               | 9:33  |
| 7. | N.I.B.        | Osbourne, Butler, Iommi, Ward               | 1:37  |
| 8. | Neon Knights  | Dio, Butler, Iommi, Ward                    | 4:36  |
| 9. | Paranoid      | Osbourne, Butler, Iommi, Ward               | 3:17  |

## Composition du groupe
- Tony Iommi : guitares
- Glenn Hughes : chant
- Dave Spitz : basse sauf sur (2)
- Geoff Nicholls : claviers
- Eric Singer : batterie

Musiciens additionnels
- Gordon Copley : basse sur (2)
- Ray Gillen: chant (sur le disque bonus)

## Charts
| Pays        | Durée du classement | Meilleur classement |
| ----------- | ------------------- | ------------------- |
| Allemagne   | 4 semaines          | 51e                 |
| Canada      | 13 semaines         | 66e                 |
| États-Unis  | 11 semaines         | 78e                 |
| Norvège     | 1 semaine           | 17e                 |
| Royaume-Uni | 5 semaines          | 27e                 |
| Suède       | 4 semaines          | 11e                 |